# The Undying Flame
The Undying Flame is een Amerikaanse dramafilm uit 1917 onder regie van Maurice Tourneur. De film is wellicht zoekgeraakt.

## Verhaal
Een prinses in het oude Egypte is verliefd op een herder, maar haar vader wil dat ze trouwt met een tempelbouwer. Hij geeft het bevel om de herder levend te begraven. De prinses breekt een scarabee in tweeën. Ze behouden allebei een helft, opdat ze in het hiernamaals herenigd zullen worden. Een paar duizend jaar later ontmoet het stel elkaar in Soedan opnieuw in de gedaante van kapitein Harry Paget en Grace Leslie, de dochter van het hoofd van een garnizoen. De vrouw van een andere officier is verliefd op kapitein Paget. Ze verpest bijna zijn relatie met Grace en zijn legercarrière.

## Rolverdeling
| Acteur          | Personage               |
| --------------- | ----------------------- |
| Olga Petrova    | Prinses / Grace Leslie  |
| Edwin Mordant   | Koning                  |
| Herbert Evans   | Tempelbouwer            |
| Mahlon Hamilton | Herder / Kapitein Paget |
| Warren Cook     | Generaal Leslie         |
| Charles Martin  | Kolonel Harvey          |
| Violet Reed     | Mevrouw Harvey          |